# Atopophysa micans
Atopophysa micans là một loài bướm đêm trong họ Geometridae.